# 돈 E. 슐츠
돈 E. 슐츠(Don E. Schultz, 본명: 돈 에드워드 슐츠, Don Edward Schultz, 1934년 1월 20일 – 2020년 6월 4일)는 노스웨스턴 대학교의 메딜 스쿨(Medill School)의 명예 교수였다. 그는 통합 마케팅 커뮤니케이션(IMC)에 대한 연구와 저술로 가장 유명했다.

## 교육 및 초기 경력
슐츠는 1957년 오클라호마 대학교에서 경영학 학사 학위를, 1975년 미시간 주립 대학교에서 광고 석사 학위를, 1977년 미시간 주립 대학교에서 매스미디어 박사 학위를 취득했다. 슐츠는 출판 판매 및 관리 분야에서 경력을 시작했다. 1965년에 텍사스주 달라스에 본사를 둔 트레이시로크 애드버타이징 앤드 퍼블릭 릴레이션스(Tracy-Locke Advertising and Public Relations) 회사에 입사하여 광고 및 마케팅 커뮤니케이션 기술을 습득했다.